# Itaubal
Itaubal est une municipalité du Sud-Est de l'État de l'Amapá. Sa population est de 3 439 habitants (IBGE 04/2007), pour une superficie de 1 704 km2. Sa densité populationnelle est donc de 2,38 hab/km2.
Sa seule limite terrestre se fait avec la municipalité de Macapá, au Sud-Ouest, à l'Est et au Nord ; elle est en outre bordée au Sud-Est par le delta de l'Amazone.